# Mareje
Mareje is een bestuurslaag in het regentschap West-Lombok van de provincie West-Nusa Tenggara, Indonesië. Mareje telt 6316 inwoners (volkstelling 2010).